# Юга (приток Чёрной)
Юга — река в России, протекает по Пудожскому району Карелии. Устье реки находится в 31 км по правому берегу реки Черной. Длина реки составляет 20 км.
В нижнем течении Юга пересекает трассу А119 («Вологда — Медвежьегорск — автомобильная дорога Р-21 „Кола“»).

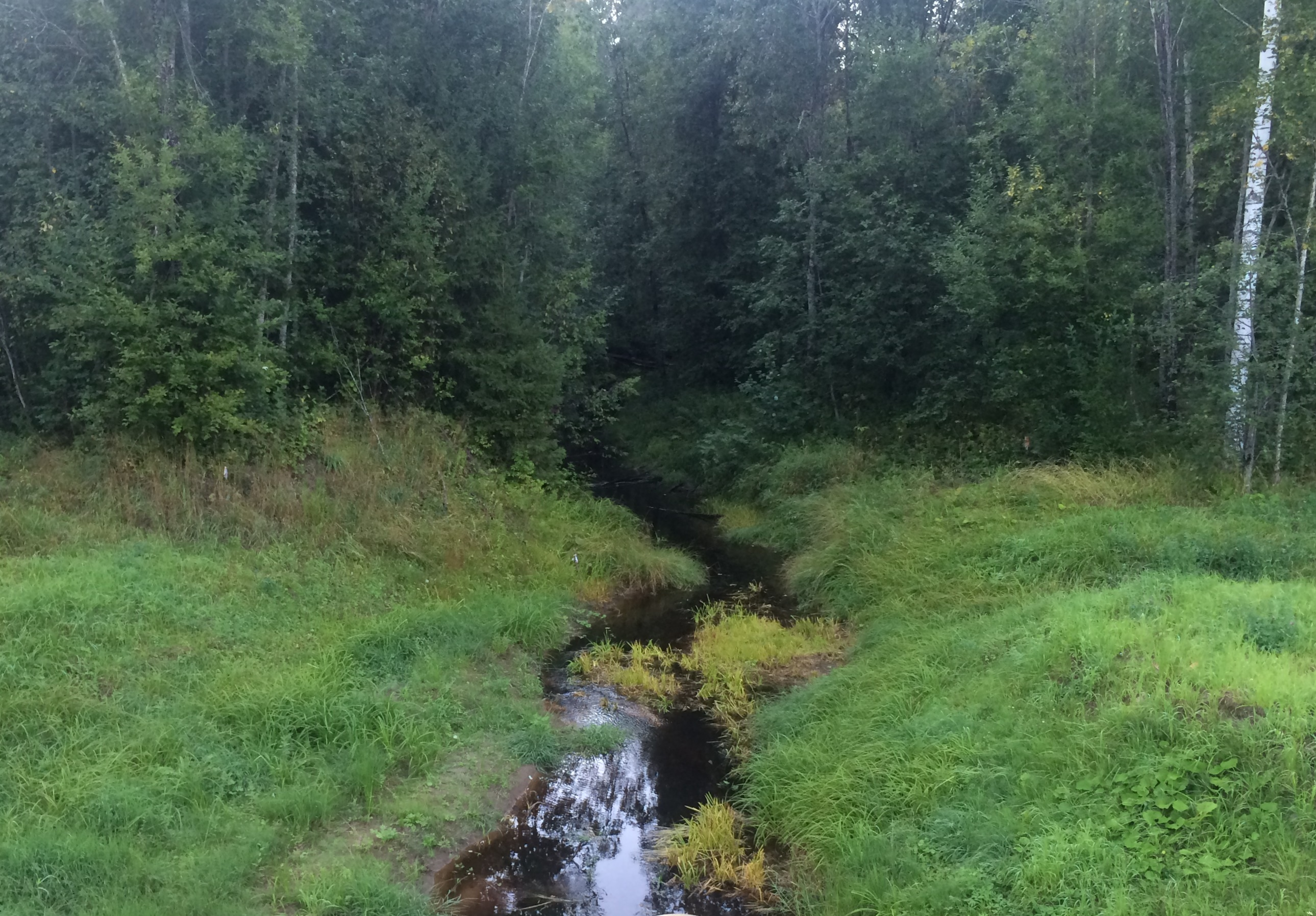
Вид против течения

## Данные водного реестра
По данным государственного водного реестра России относится к Балтийскому бассейновому округу, водохозяйственный участок реки — Бассейн Онежского озера без рр. Шуя, Суна, Водла и Вытегра, речной подбассейн реки — Свирь (включая реки бассейна Онежского озера). Относится к речному бассейну реки Нева (включая бассейны рек Онежского и Ладожского озера).
Код объекта в государственном водном реестре — 01040100612102000017116.